# Flughafen Port Augusta

i7
i11
i13
Der Port Augusta Airport (IATA-Code: PUG, ICAO-Code: YPAG) ist der lokale Flughafen der südaustralischen Stadt Port Augusta.
Neben ehemals vereinzelten inneraustralischen Linienflügen von O’Connor Airlines, welche im November 2007 eingestellt wurden, spielt der Flughafen vor allem noch für den Royal Flying Doctor Service of Australia eine Rolle.